# Atlantisk tun
Atlantisk tun eller blåfinnet tun (Thunnus thynnus) er en fiskeart i tunslægten. Det er en hurtigsvømmende fisk, der ofte optræder i store stimer. Det er en af de største fiskearter overhovedet, ikke mindst i danske farvande, og den kan have en størrelse op på i hvert fald 4,5 m og en vægt på mere end 700 kg (omkring 900 kg er rapporteret visse steder).
I sommerhalvåret lever den i nordeuropæiske farvande som Nordsøen, Norskehavet, Kattegat og Øresund, mens den i vinterhalvåret trækker syd- og vestpå til farvande nær Storbritannien, Irland, Frankrig, Spanien og Portugal. Gydeområdet er typisk i Middelhavet eller den Mexicanske Golf.

## Levevis
Den atlantiske tun er en rovfisk, der især spiser mindre, fedtrige fisk som makrel, sild, hornfisk, men også brisling, torsk og blæksprutte.
Fiskene samler sig i store grupper for at gyde. Gydningen sker over flere dage, hvor hunnerne frigiver æggene i vandet, hvorpå de befrugtes af hannerne. Tunen kan producere enorme mængder æg, op imod 40 millioner ad gangen. I løbet af et par dage udvikles æggene til larver, og i den tilstand lever fisken i cirka 25 dage, inden den bliver en rigtig tun.
Efter 3-5 år er tunen kønsmoden (for tun i det nordøstlige Atlanterhav, senere i den vestlige del), og tunen anslås at kunne blive over 20 år.

## Udbredelse
I danske farvande er det meget svingende, hvor almindelig den atlantiske tun har været. Der er fundet knogler af den fra stenalderen (for cirka 7.800 år siden), og der er rapporteret om fangster og andre forekomster fra 1700-tallet og frem. I begyndelsen af 1800-tallet og 1900-tallet er der beretninger om store mængder i Kattegat og Øresund, men fra midten af 1960'erne forsvandt den næsten fuldstændig. Siden midten af 2010'erne er den dog vendt tilbage, og i 2023 var der så store flokke (op mod 200 ad gangen) af den atlantiske tun i Øresund, at der blev arrangeret sejlture ud for at se fiskene springe.

## Fiskeri
Tunen er en yndet spisefisk, og den er især i Middelhavet en vigtig art i det kommercielle fiskeri. Den samlede fiskekvote for Middelhavet og Nordøstatlanten var i 2022 på 36.000 tons. I danske farvande blev der i 1950'erne fanget et par tusinde tons årligt, men siden nedgangen i 1960'erne har det i mange år ikke været tilladt at fiske efter atlantisk tun i danske farvande (ud over i små mængder som bifangst).
Den atlantiske tun er ligeledes attraktiv for lystfiskere, specielt i Middelhavet og Atlanterhavet.